# Saint-Loup-Cammas
Saint-Loup-Cammas [sɛ̃ lu kamas] (okzitanisch: Sent Lop e Capmàs) ist eine französische Gemeinde mit 2.343 Einwohnern (Stand: 1. Januar 2022) im Département Haute-Garonne in der Region Okzitanien; sie gehört zum Arrondissement Toulouse und zum Kanton Pechbonnieu. Die Einwohner werden Saint-Loupiens genannt.

## Geographie
Die Gemeinde Saint-Loup-Cammas ist ein bevorzugter Wohnstandort „im Grünen“, etwa zehn Kilometer nordnordöstlich der Großstadt Toulouse. Umgeben wird Saint-Loup-Cammas von den Nachbargemeinden Montberon im Norden, Lapeyrouse-Fossat im Osten, Saint-Geniès-Bellevue im Süden, Launaguet im Südwesten, Castelginest im Südwesten und Westen sowie Pechbonnieu im Westen und Nordwesten.

## Geschichte
1924 wurde die kleine Gemeinde Cammas mit Saint-Loup fusioniert.

### Bevölkerungsentwicklung
| Jahr                       | 1962 | 1968 | 1975 | 1982 | 1990 | 1999 | 2009 | 2020 |
| Einwohner                  | 238  | 285  | 574  | 783  | 1319 | 1742 | 1797 | 2315 |
| Quellen: Cassini und INSEE |      |      |      |      |      |      |      |      |

## Sehenswürdigkeiten
- Kirche Saint-Loup, erbaut 1552 bis 1556, mit der Kapelle Sacré-Cœur und Pfarrhaus
- Schloss Loubens, Monument historique

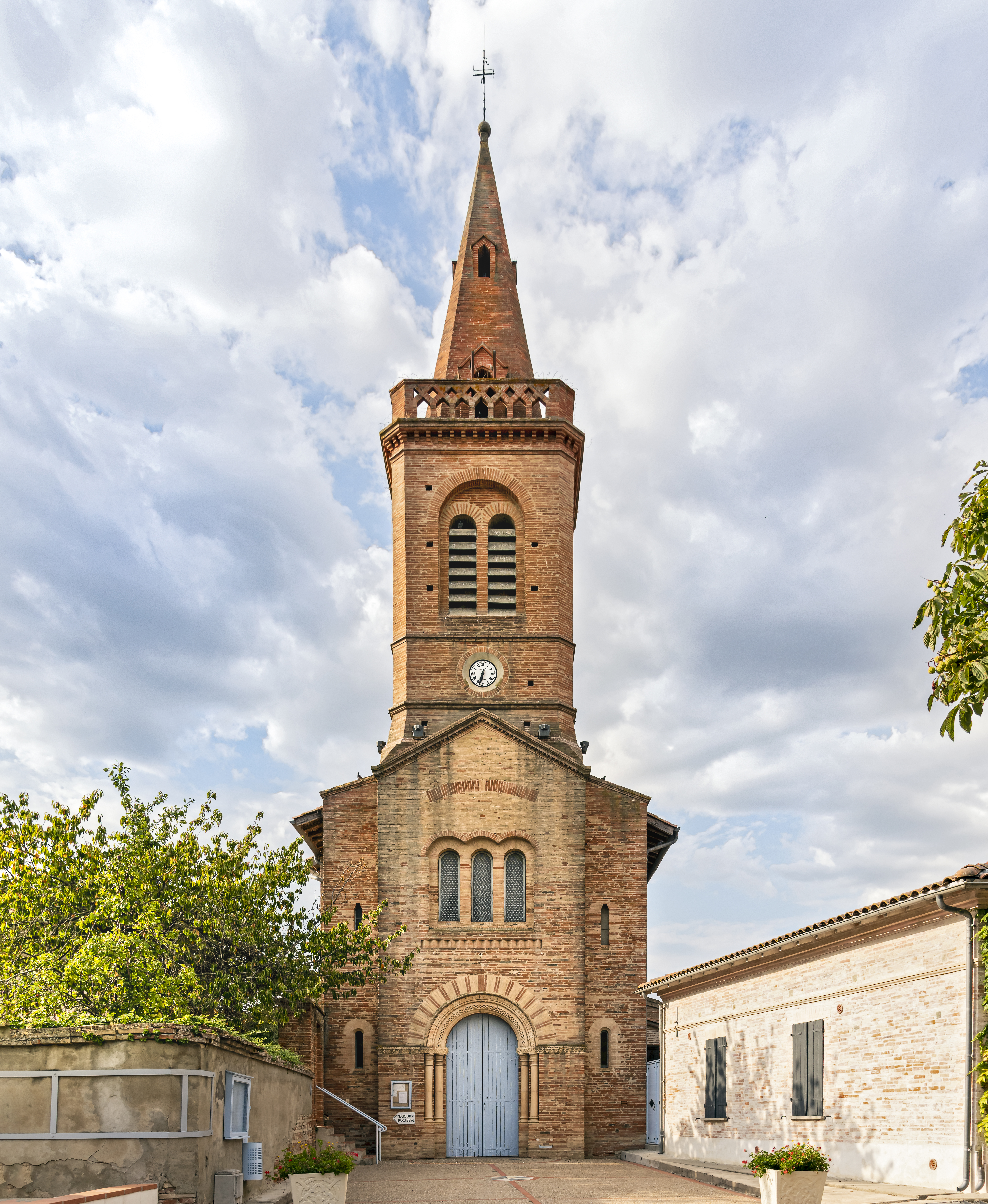
Kirche Saint-Loup
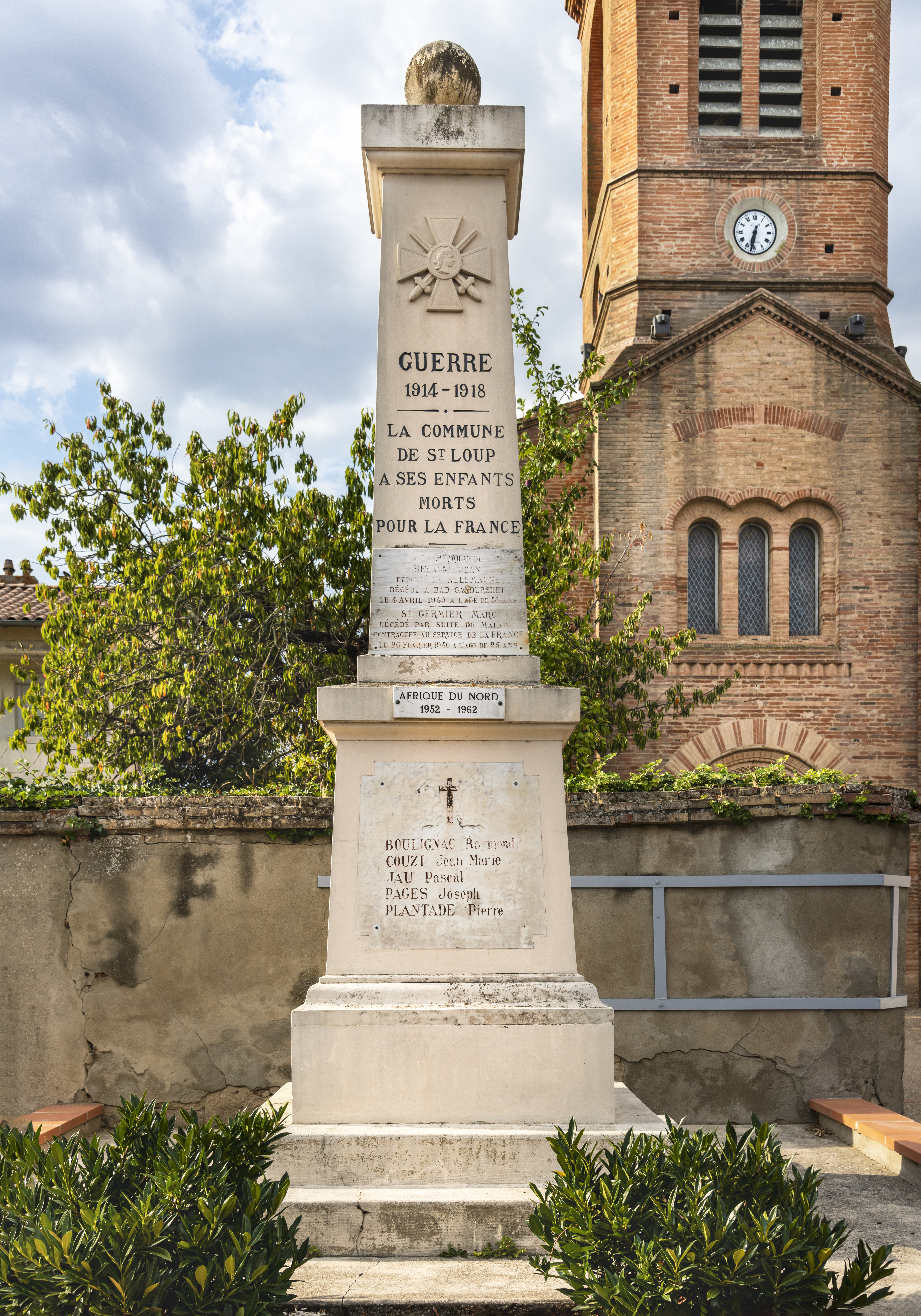
Gefallenendenkmal

## Persönlichkeiten
- François Lucas (1736–1813), Bildhauer